# Gumpenkarspitze
La Gumpenkarspitze est une montagne culminant à 2 019 m d'altitude dans le massif des Karwendel.

## Géographie
La montagne se situe dans le chaînon du Soierngruppe.

## Ascension
L'ascension débute à l'Oswaldhütte dans la Rißtal par le Galgenstangenkopf (1 806 m), le Fermerskopf (1 851 m), la Baierkarspitze et la Krapfenkarspitze ou bien par le Soiernhaus.